# Салбиевы
Салби́евы (осет. Сæлбитæ) — осетинская фамилия.

## Антропонимика
Из арабского салбий — ‘благополучный’; возможно из перс. или тюрк. салбi — ‘кипарис’.

## Происхождение
Согласно историческому преданию, эта фамилия восходит к потомку Цахила — Бута, поселившемуся в Мизуре. Позднее Салбиевы стали переселяться в разные селения. В частности, на равнине они в числе первопоселенцев отмечены в сел. Инала Дударова (Хумалаг). В списке первых 26 дворов указаны Бадур и Сосе Салбиевы, а в 1886 году в Хумалаге числилось уже 5 дворов Салбиевых. Кроме того, Салбиевы значатся в числе первых и в списке жителей селения Эльхотово.

## Генеалогия
Арвадалта
Бутаевы, Габисовы, Каргиновы
Генетическая генеалогия
276861 (FTDNA) — Salbiev Gairbeg — I2c > I-BY3335

## Известные носители
- Казбек Дахцикоевич Салбиев (1936) — доктор медицинских наук, заслуженный деятель науки РФ, профессор, бывший ректор СОГМА.
- Тамерлан Казбекович Салбиев — старший научный сотрудник Центра скифо-аланских исследований ВНЦ РАН, кандидат филологических наук, доцент.

Артисты
- Аким Алимбекович Салбиев (1962) — актёр, кинорежиссёр, заслуженный деятель искусств РФ, народный артист Северной и Южной Осетии.
- Галина Гетогазовна Салбиева (1962) — артистка балета, солистка ансамбля народного танца «Алан».

Военные
- Вера Ивановна Салбиева (1910—1993) — советский офицер, участница Великой Отечественной войны, награждена Орденом Красного Знамени (1942).
- Владимир Гаврилович Салбиев (1916—1996) — советский снайпер, дважды кавалер орденов Красного Знамени и Отечественной войны II степени.

Спорт
- Альбина Владимировна Салбиева (1984) — член сборной республики по борьбе на поясах, заслуженный мастер спорта России, двукратный чемпион России и Мира.
- Владимир Таймуразович Салбиев (1982) — российский футболист, нападающий и полузащитник.